# Giacobbe Fragomeni
Giacobbe Fragomeni est un boxeur italien né le 13 août 1969 à Milan.

## Carrière
Il s'illustre d'abord en amateur en remportant, dans la catégorie poids lourds, la médaille de bronze aux championnats du monde à Budapest en 1997 et la médaille d'or aux championnats d'Europe à Minsk en 1998.
Passé professionnel en 2001 après les Jeux olympiques de Sydney, il combat en lourds-légers et remporte ses 21 premiers combats mais le 17 novembre 2006, il s'incline au 9e round face à David Haye pour le titre de champion d'Europe EBU. Le britannique laisse rapidement son titre vacant et une seconde chance est offerte à Fragomeni. Il s'impose cette fois aux dépens de son compatriote Vincenzo Rossitto (victoire aux points le 27 juillet 2007). 
Après deux défenses victorieuses contre Rachid El Hadak et Konstantin Semerdjiev, il devient champion du monde des poids lourds-légers WBC le 27 septembre 2008 en battant Rudolf Kraj (le titre ayant été également laissé vacant par Haye). Il conserve sa ceinture le 16 mai 2009 en faisant match nul contre le polonais Krzysztof Włodarczyk, mais s'incline aux points face à Zsolt Erdei le 21 novembre 2009 puis deux fois contre Wlodarczyk en 2010 et 2013 et contre le russe Rakhim Chakhkiev en 2014 pour le titre européen EBU.